# Fogo Bridge
Die Fogo Bridge ist eine Straßenbrücke in dem schottischen Weiler Fogo in der Council Area Scottish Borders. 1971 wurde das Bauwerk in die schottischen Denkmallisten in der höchsten Denkmalkategorie A aufgenommen.

## Beschreibung
Der Mauerwerksviadukt wurde 1641 auf Geheiß von James Cockburn erbaut. 1843 wurde er überarbeitet und dabei vermutlich teilweise neu aufgebaut. Die Fogo Bridge überspannt das Blackadder Water mit einem ausgemauerten Segmentbogen. Sie überführt dabei eine Nebenstraße, die jedoch die Hauptzufahrt zu dem Weiler Fogo darstellt. Das Mauerwerk besteht aus gut behauenem Bruchstein vom Sandstein. Teilweise ist die Brücke mit Harl verputzt. Unterhalb der auskragenden Brüstung verläuft ein schlichtes Band. Die Brücke schließt allseitig mit quadratischen Pfosten mit flachen pyramidalen Kappen. Neben verschiedenen Initialen der Erbauer sind in die Brüstung auch zwei Wappen eingelassen; das der Cockburns of Ryslaw sowie das seiner Ehefrau Marie Edmonstone.